# Еротична фотографія
|                                                                |  |  |
| Еротичні фотографії жіночого та чоловічого тіла на чорному тлі |  |  |

Еротична фотографія — стиль художньої фотографії. Фотографії в цьому стилі еротичні або навіть з сексуальним підтекстом або сексуально-провокаційного характеру. Еротична фотографія зазвичай постановча, її суб'єкт нерухомий. Хоча суб'єкти еротичних фотографій зазвичай повністю або майже роздягнені, це не обов'язкова вимога. 
Еротичні фотографії слід відрізняти від просто оголених фотографій, де суб'єкти оголені, але не обов'язково знаходяться в еротичному положенні або обстановці, і порнографічних фотографій, які мають «сексуально відвертий» характер (фокусуються на геніталіях та / або сексуальному акті). Порнографічні фотографії зазвичай не претендують на яку-небудь художню або естетичну цінність.